# لا فلورستا
لا فلورستا (به اسپانیایی: Floresta) یک منطقهٔ مسکونی در اسپانیا است که در گاریگوس واقع شده‌است. لا فلورستا ۵٫۵ کیلومتر مربع مساحت دارد ۳۱۶ متر بالاتر از سطح دریا واقع شده‌است.